# V″jačeslav Semenov
V″jačeslav Mychajlovyč Semenov (in ucraino В'ячеслав Михайлович Семенов?, in russo Вячеслав Михайлович Семёнов?, Vjačeslav Michajlovič Semënov; Kiev, 18 agosto 1947 – 12 agosto 2022) è stato un calciatore sovietico.
Di ruolo centrocampista, dal 1991 era di nazionalità ucraina.